# 2842 Унзельд
2842 Унзельд (2842 Unsöld) — астероїд головного поясу, відкритий 25 липня 1950 року.
Тіссеранів параметр щодо Юпітера — 3,370.
Названо на честь Альбрехта Унзельда (нім. Albrecht Otto Johannes Unsöld, 1905−1995) — німецького астрофізика.